# 傅振邦 (1975年)
傅振邦（1975年11月—），男，汉族，湖北石首人，中华人民共和国政治人物。曾任中国共产主义青年团中央委员会书记处书记、中华全国青年联合会副主席、中国少年先锋队全国工作委员会主任，现任国家能源投资集团党组成员、副总经理。

## 生平
1995年6月加入中国共产党。1996年7月，毕业于清华大学水利水电工程系水工建筑专业，进入中国三峡总公司工程技术部工作，1998年2月任三峡总公司办公室秘书。2000年8月，任三峡总公司工程建设部主任科员。2001年9月，获得牛津大学工商管理硕士。2001年11月，任三峡财务公司投资银行部副经理。2002年12月，任中国长江电力股份有限公司资本运营部经理。2003年12月任董事会秘书，2008年4月任财务总监。2010年2月，任湖北能源集团股份有限公司总经理。2011年9月，任中共襄阳市委常委、副市长。2012年8月，任中共随州市委副书记、市长。2013年6月，当选中国共产主义青年团十七届中央委员会书记处书记。2017年2月，当选全国少工委主任。2023年6月，任国家能源投资集团党组成员、副总经理。